# Cerocala albifusa
Cerocala albifusa är en fjärilsart som beskrevs av Joannis 1910. Cerocala albifusa ingår i släktet Cerocala och familjen nattflyn. Inga underarter finns listade i Catalogue of Life.